# Sommer-Paralympics 2024/Teilnehmer (Barbados)
| stlisierte Goldmedaille | stlisierte Silbermedaille | stlisierte Bronzemedaille |
| ----------------------- | ------------------------- | ------------------------- |
| —                       | —                         | —                         |

Barbados entsandte für die Paralympischen Spiele 2024 in Paris einen Schwimmer.

## Teilnehmer

### Schwimmen
Männer
| Athleten              | Klasse           | Vorkampf | Vorkampf | Finale        | Finale        | Rang |
| Athleten              | Klasse           | Zeit     | Rang     | Zeit          | Rang          | Rang |
| --------------------- | ---------------- | -------- | -------- | ------------- | ------------- | ---- |
| Antwahn Boyce-Vaughan | 50 m Freistil S9 | 34,28 s  | 18       | ausgeschieden | ausgeschieden | 18   |